# Francesco Patriarca
Francesco Patriarca (Gragnano, 20 luglio 1932 – Gragnano, 7 dicembre 2007) è stato un politico italiano.
È stato parlamentare per sei legislature, dal 1972 fino al 1994, e Sottosegretario di Stato al Ministero della Marina Mercantile.
Nasce il 20 Luglio 1932 a Gragnano, paese in provincia di Napoli.
Nell’anno 1970 si sposa con la dottoressa Adriana Ingenito, dal seguente matrimonio nascono i 3 figli Annarita,Ilaria e Alessandro,oggi rispettivamente deputato,avvocato e dottore.

## Biografia
Esponente della Democrazia Cristiana nella provincia di Napoli, per molti anni fu un importante leader della corrente Dorotea di Antonio Gava in Campania, fu eletto Deputato della Repubblica per due mandati (nella VI legislatura e nella VII legislatura) e poi Senatore della Repubblica per quattro legislature (nella VIII, nella IX, nella X e nella XI legislatura); la sua permanenza nel parlamento durò per un periodo ventennale, tra gli anni settanta ed i primi anni novanta.
Francesco Patriarca ha anche ricoperto diversi incarichi di governo, quale quello di sottosegretario di Stato al Ministero della Marina Mercantile per un triennio, dal 22 luglio del 1989 fino al 28 giugno del 1992 nel VI e nel VII Governo Andreotti, negli del cosiddetto CAF, l'alleanza cioè tra Bettino Craxi, Giulio Andreotti ed Arnaldo Forlani, segretario nazionale della Democrazia Cristiana e leader della corrente Grande Centro o Azione Popolare, corrente alla quale lo stesso Patriarca e Gava afferivano.
Con l'epilogo della cosiddetta Prima Repubblica a causa delle conseguenze della caduta del muro di Berlino e la fine della guerra fredda nei primi anni novanta e le indagini di Mani pulite, si concluse anche la lunga carriera politica di Francesco Patriarca, per sei volte membro del parlamento e sottosegretario della repubblica.

## Controversie
Il 14 giugno 2007 è stato condannato in via definitiva, con sentenza passata in giudicato, per aver reso dei favori alla famiglia Alfieri-Galasso. Francesco Patriarca è deceduto nella sua abitazione all'età di 75 anni il 7 dicembre del 2007. Le esequie funebri furono celebrate il giorno seguente nella Chiesa di Mater Domini.
La figlia Annarita è stata sindaco di Gragnano; per quella amministrazione comunale si stava valutando lo scioglimento per infiltrazioni, ma l'iter non ebbe seguito in quanto nel marzo 2012 la sindaco Patriarca diede le dimissioni per i problemi giudiziari del marito Enrico Martinelli. Secondo alcuni, il matrimonio tra i due, cui aveva fatto da testimone l'onorevole Nicola Cosentino, fosse un tramite per gli affari del clan dei casalesi, che riusciva a imporre ditte di San Cipriano negli appalti del comune di Gragnano.